# SolarWorld
La SolarWorld Industries GmbH è un'impresa tedesca con sede a Bonn che si dedica alla produzione di prodotti per il mercato del fotovoltaico. I suoi stabilimenti di produzione sono ad Arnstadt in Turingia e Freiberg in Sassonia. La catena di valore di SolarWorld comprende il reperimento del silicio, la produzione dei moduli fotovoltaici, la commercializzazione dei pannelli solari, la promozione e la costruzione di impianti a energia solare. Il gruppo controlla lo sviluppo di tecnologia a energia solare a tutti i livelli internamente.
È stata fondata nel 1988 dall'ingegnere Frank Asbeck.
SolarWorld ha ricevuto il premio di sostenibilità tedesca nella categoria della "Produzione più sostenibile del 2008".